# Турнаво
Турнаво́ (фр. Tournavaux) — коммуна во Франции, находится в регионе Шампань — Арденны. Департамент коммуны — Арденны. Входит в состав кантона Монтерме. Округ коммуны — Шарлевиль-Мезьер.
Код INSEE коммуны — 08456.
Коммуна расположена приблизительно в 210 км к северо-востоку от Парижа, в 110 км севернее Шалон-ан-Шампани, в 13 км к северо-востоку от Шарлевиль-Мезьера.

## Население
Население коммуны на 2008 год составляло 166 человек.
| 1962 | 1968 | 1975 | 1982 | 1990 | 1999 | 2008 |
| ---- | ---- | ---- | ---- | ---- | ---- | ---- |
| 121  | 133  | 120  | 128  | 120  | 147  | 166  |

## Экономика
В 2007 году среди 109 человек в трудоспособном возрасте (15—64 лет) 86 были экономически активными, 23 — неактивными (показатель активности — 78,9 %, в 1999 году было 66,0 %). Из 86 активных работали 81 человек (45 мужчин и 36 женщин), безработных было 5 (2 мужчин и 3 женщины). Среди 23 неактивных 7 человек были учениками или студентами, 4 — пенсионерами, 12 были неактивными по другим причинам.